# Benvenuto Cellini (opera)
A Benvenuto Cellini Hector Berlioz francia zeneszerző 1836 és 1838 között írt operája. Benvenuto Cellini az itáliai reneszánsz híres szobrász- és ötvösművésze volt. Emlékirata a régi olasz irodalom egyik jelentős alkotása. Az ősbemutató 1838. október 10-én zajlott le a párizsi Nagyoperában, és csúfos bukás volt. Az 1879-es hannoveri bemutatón már nagy sikert aratott a darab. Első modern előadására 1966-ban, a londoni Covent Garden Operában került sor. Azóta több operaház is elővette a darabot és sikerrel játszotta. Magyarországon eddig nem hangzott el a darab operaszínpadon.

## Az opera története
A Benvenuto Cellini párizsi bemutatója csúfos bukás volt, de Berlioz kollégái már ekkor nagyra becsülték a darabot, Paganini és Meyerbeer is lelkesedett a darabért. Liszt Ferenc cselekedett is: elérte, hogy 1852-ben a darabot színre vigyék Weimarban. Berlioz az eredetileg ötfelvonásos változatot hárommá vonta össze, és így adták elő a német városban. Ekkor már valamivel melegebb fogadtatásban részesült a darab, de az 1853-as londoni ősbemutató megint csúfos bukás volt. Az igazi és átütő siker még több mint húsz évig váratott magára, az 1879-es hannoveri bemutató hozta meg végre az igazán nagy sikert. Colin Davis 1966-ban újra elővette a darabot, és Londonban az eredeti, párizsi változatot mutatta be. Ezt követően több operaház is műsorára tűzte.

## Az opera zenéje

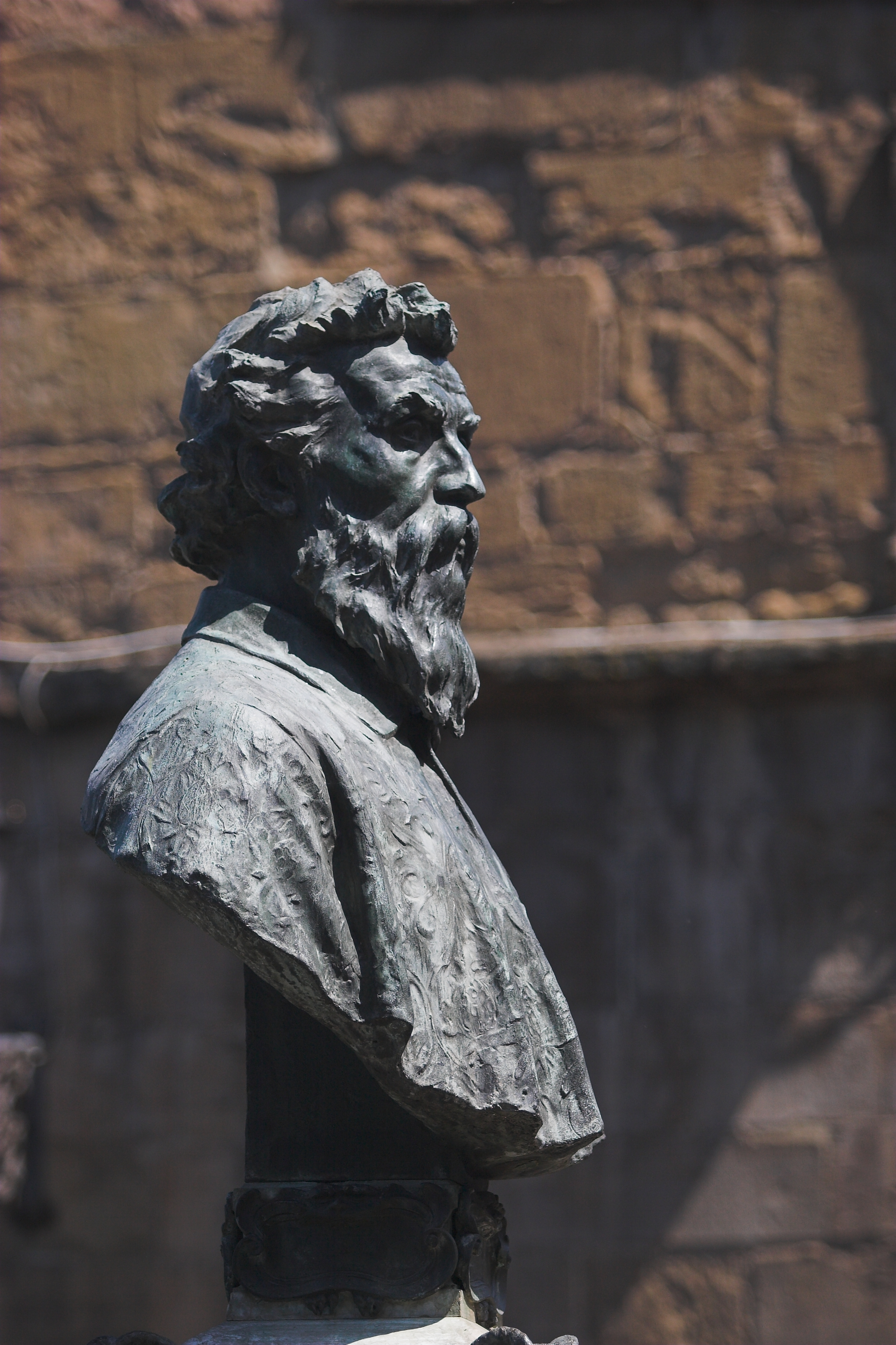
Benvenuto Cellini szobra a Ponte Vecchión, Firenzében

A darab tulajdonképpeni témája a művész-zseni diadala környezete felett. A művész tematika már korábban is foglalkoztatta Berliozt (gondoljunk csak a Fantasztikus szimfóniára), és Donizetti mellett ő volt az első, aki a problémát operaszínpadra alkalmazta. A szerző stílusa szimfonikus, az énekszólamok integrálódnak a zenekari hangzásba, az emlékeztető motívumok is nagy szerepet kapnak. Az első változat még prózai dialógusokat is tartalmazott, de ezeket Berlioz később recitativókra cserélte. Az 1852-es weimari bemutatóra készült el a darab háromfelvonásos változata. Az eredeti, ötfelvonásos kompozíció a párizsi premier után egészen az 1966-os londoni felújításig nem hangzott el.
A nyitányt a partitúrába 1844-ben illesztette bele a szerző. Ez korábban Római karnevál címen önálló zenekari mű volt. A tömegjelenetek Wagner és Muszorgszkij stílusát vetítik előre. A társalgási részek azonban nem elég erőteljesek, a Berlioz által kialakított társalgási arioso eredeti ötlet volt, de a szerző nem használta következetesen. Berlioz szimfonikus gondolkodásmódban komponálta végig a darabot. A darab e jellegzetessége sokszor veszélyezteti az énekszólamok szépségét, helyenként el is nyomja azokat. Berlioz nem képes arra, amire Wagner: úgy énekeltetni a zenekart és kíséretként alkalmazni az énekszólamot, hogy a kettő között meglegyen a harmonikus egyensúly. Ezt a szerzőnek majd monumentális opera dilógiájában, A trójaiakban sikerül megvalósítania.
A darab szövegkönyvét Benvenuto Cellini önéletírása nyomán Léon de Wailly és Auguste Barbier készítette.

## Az opera szereplői
| Szereplő                              | Hangfekvése  |
| ------------------------------------- | ------------ |
| Benvenuto Cellini, szobrász és ötvös  | tenor        |
| Ascanio, a segédje                    | mezzoszoprán |
| Tereza, Balducci lánya                | szoprán      |
| Fieramosca, a pápa udvari szobrásza   | bariton      |
| Pompeo, Fieramosca barátja            | bariton      |
| Giacomo Balducci, a pápa kincstárnoka | bariton      |
| VII. Kelemen pápa                     | basszus      |
| Salviati bíboros                      | basszus      |

- Játszódik: Rómában, a 16. században.
- Helyszínek: I. felvonás: szoba Balducci házában; II. felvonás, 1.kép: egy fogadó udvara; 2. kép: a Colonna tér Rómában; III. felvonás: Cellini műhelye előtt.
- Megjegyzés: Ma általában a háromfelvonásos verziót játsszák, a szócikk is ennek a cselekményét tartalmazza.

## Az opera cselekménye

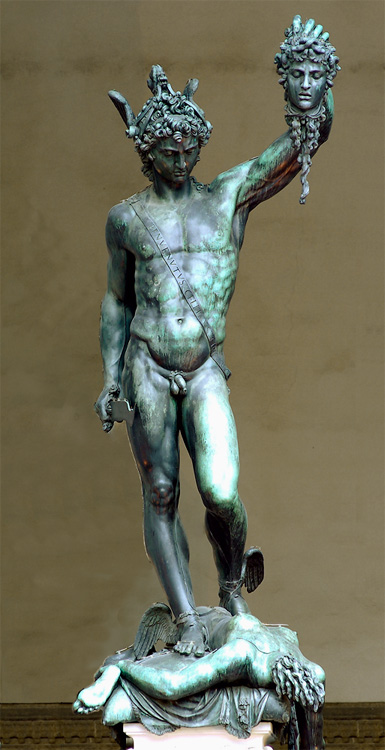
A híres Perszeusz-szobor Firenzében

### 1. felvonás
Balducci zsörtölődik lányával, Terezával, amiért az az ablakból a karneváli menetet nézi. Az apa haragjának igazi oka, hogy a pápa Rómába rendelte Cellini mestert, akitől félti a lányát, akinek kezét már korábban Fiermoscának ígérte. Az apa távozik. Tereza visszamegy az ablakhoz, a forgatagból egyszer csak egy virágcsokrot dobnak fel neki Cellini levelével. Ezután nem sokkal megjelenik a szobrász is: meg akarja szöktetni szerelmét. Fiermosca érkezik, de nem veszik észre, elrejtőzik és kihallgatja a beszélgetésüket. Cellini terve az, hogy reggel az álarcos kavalkádban fel nem tűnő fehér barátcsuhában jön el segédjével a lányért. Váratlanul megjelenik a lány apja, de Cellini még idejében elrejtőzik. Tereza azt hazudja, hogy egy idegen osont be a házba. Balducci dühödten a betolakodó keresésére indul, ezalatt Cellini eloson. Fieramoscát viszont elfogják, és a fürdőházban nyakon öntik hideg vízzel.

### 2. felvonás
1. kép: Cellini egy vendéglőben szállt meg. Az udvart ellepik vidám ötvösök és szobrászok. A mester konfliktusba kerül a fogadóssal: az nem hajlandó tovább hitelezni, de a segítség nem késik soká. A pápa egy Perszeusz-szobrot rendelt Cellini mestertől, amelynek előlegét a mester segédje hozza. A szobrász kifizeti a fogadóst, majd vidám iszogatásba kezd. Mikor már kellően fejébe szállt a bor, megfogadja, hogy a szobrot már holnapra elkészíti. Cimborái kevésnek találják az előleget, és elhatározzák, hogy ezért bosszút állnak a pápai kincstárnokon. Fiermosca most is kihallgatott mindent, és elhatározza, hogy keresztülhúzza Cellini számításait.
2. kép: A Colonna téren Cellini és Tereza találkoznak. Az ötvös kérésére a téren lévő vándorszínészek kicsúfolják a kincstárnokot. Balducci éktelen haragra gerjed. Cellini és Ascanio ezután a megbeszélt barátcsuhában lép színre, akárcsak Fieramosca és Pompeo. Mivel kettő helyett négy fehér ruhás baráttal találkozik, Tereza tanácstalan. A felek kardot rántanak, és Cellini megöli Pompeót. Megjelenik a rendőrség, és már majdnem elfogják a tettest, amikor megszólalnak a hamvazószerdát jelző harangok. A mulatság véget ér, a kavarodásban Cellini megszökik. Helyette megint Fieramoscát fogják el.

### 3. felvonás
Ascano tudatja Terezával, hogy a mester biztonságban van. Szerzetesek közelednek, kiválik közülük egy alak. Cellini az, odalép a lányhoz, és elmeséli menekülésének történetét. A jelentnek a segéd vet véget, aki jelenti, hogy megérkezett Balducci és Fieramosca. Általános zűrzavar és veszekedés tör ki. Cellini szorult helyzetbe kerül, de megérkezik Salviati bíboros, és véget vet a vitának. A mester azonban nem sok jóra számíthat: nőrablás, gyilkosság, a pápától kapott pénz elköltése, és a szobor sehol. A bíboros azonban hajlandó feloldozni bűnei alól, ha elkészíti a szobrot.
Cellini munkához lát, majd a segédek közlik, hogy elfogyott a bronz. A mester parancsot ad, hogy valamennyi korábbi szobrát olvasszák be. A szobor sikerrel elkészül, a jelenlévők megcsodálják a szobrot, a bíboros feloldozza a művészt bűnei alól, és Tereza kezét is elnyeri. A lendületes finálé a mestert és mesterségét dicséri.

## Az opera ismertebb részletei
- Nyitány
- La gloire était seule idole – Cellini áriája a II. felvonásban
- Seul pour lutter – Cellini áriája a III. felvonásban